# Барнаульский комбинат железобетонных изделий № 2
Барнаульский комбинат железобетонных изделий № 2 — промышленное предприятие в Барнауле. Находится в Октябрьском районе города.

## История
Предприятие создано в 1942 году на базе «Лесокирзавода». В годы Великой Отечественной войны комбинат производил из металлопроката строительные колонны, балки, цистерны, дымовые трубы, резервуары и был единственным в городе поставщиком товарного бетона, железобетона. В 1948 введён в эксплуатацию бетонный завод, в 1950—1970-х — цехи мелкого и крупного железобетона, арматурный, линейных элементов мощностью 40 тыс. м³ в год, испытательный полигон.
Продукция КЖБИ-2 использовалась при строительстве и реконструкции заводов: Барнаултрансмаш, Барнаульского станкостроительного завода, Сибэнергомаш, Барнаульского шинного завода. А также Дворца спорта и зрелищ, Театра Драмы, Театра Музкомедии, к/т «Россия» и «Мир», ДК и клубов Барнаула, кварталов «2000» и «2001».
В 1980—1990-х годах была проведена реконструкция комбината и внедрены новые технологии, механизированы часть процессов. Сегодня КЖБИ-2 занимается производством изделий для жилых домов со встроенными магазинами, конструкций для кирпичного строительства, блоков стен подвалов, свай, тротуарной плитки, стеновых панелей, асфальтобетона, изделий из пластмассы.
С 2005 года входит в состав ГК «Союз».
10 ноября 2006 года на комбинате открыт завод по производству бетонных смесей.

## Структура
В составе комбината — 7 основных и 4 вспомогательных цеха, лаборатория. В собственности комбината — турбаза на оз. Белом (Горная Колывань).
Число работающих — около 600 человек.